# Das Schweigen des Meeres (Film)
Das Schweigen des Meeres (Originaltitel: Le silence de la mer) ist ein französischer Film aus dem Jahre 1949. Regie führte Jean-Pierre Melville. Der Film basiert auf der gleichnamigen Novelle von Vercors (eigentlich: Jean Marcel Adolphe Bruller).

## Handlung
Im Jahre 1941 wird der Wehrmachtsoffizier Werner von Ebrennac bei einer französischen Familie einquartiert. Obwohl der Offizier ein Liebhaber der französischen Kultur ist, sprechen der ältere Herr und seine Nichte mit ihm kein Wort. Als Werner der Familie gesteht, dass er die wahren Ziele der deutschen Politik erkannt habe und innerlich zerbrochen sei, spricht die Nichte zum Abschied mit ihm ihr einziges Wort im Film, nämlich Adieu.

## Produktionsgeschichte
Jean-Pierre Melville, der sich den Namen Melville in seiner Zeit in der Résistance zugelegt hatte, war schon während des Zweiten Weltkriegs entschlossen, die Novelle zu verfilmen. Doch der Autor, Vercors, hielt nichts von einer Verfilmung und verweigerte die Zustimmung. Daher gründete Melville seine eigene Produktionsfirma. So konnte er Vercors Kontrolle über das Drehbuch zusagen, und als das auch nicht reichte, versprach er, den fertigen Film einer von Vercors bestimmten Jury vorzulegen, die beschließen würde, ob der Film aufgeführt werden dürfe oder nicht. Diese Zusage bedeutete natürlich ein Risiko für die Finanzierung des Films, sodass Melville sich das Geld von Freunden leihen musste. Deshalb wurde Das Schweigen des Meeres 1947 unter minimalen Kosten in 35 Tagen gedreht. Es war, abgesehen von dem Kurzfilm 24 Stunden im Leben eines Clowns, Melvilles erster Film als Regisseur. Für Nicole Stéphane in der Rolle der Nichte war es die Premiere als Filmschauspielerin.
Die Jury, die aus Widerstandskämpfern bestand, gab schließlich mit einer Gegenstimme, die Erlaubnis zur Veröffentlichung. Die feierliche Premiere von Das Schweigen des Meeres fand Anfang 1949 in Paris statt und beeindruckte das Publikum, darunter der damalige französische Präsident Vincent Auriol und Jean Cocteau. Vercors, der bei der Premiere nicht anwesend war, soll später gesagt haben, „daß der Regisseur das Werk gegen den Autor verteidigt habe.“
In Deutschland wurde Das Schweigen des Meeres erstmals am 7. Mai 1983 in DFF 2 gezeigt.

## Kritik
„Melvilles außergewöhnliches Spielfilmdebüt ist vielschichtiges, intelligentes Kammerspiel, das eindringlich die psychischen Auswirkungen der ‚Republik des Schweigens‘ auf den einzelnen thematisiert. Die sensible Inszenierung geht ebenso sorgfältig mit der Vorlage wie mit dem historischen Hintergrund um; auch Kameraführung, Lichtgestaltung und Besetzung sind eindrucksvoll.“

„Melville hat nicht den Ehrgeiz, in Bildeffekten sagen zu wollen, was durch nichts besser als durch das Wort auszudrücken ist. Die Kamera läßt es im allgemeinen bewenden sich in einem kleinen Zimmer aufzuhalten. Aber in ihren Bildern ist wirklich die schwere Stimmung des abwartenden Schweigens.“